# خانه دارویی
خانه دارویی مربوط به اوایل دوره پهلوی اول است و در گرگان، خیابان باغ شاه (ملل)، کوچه پشت سپاه واقع شده و این اثر در تاریخ ۲۵ اسفند ۱۳۸۰ با شمارهٔ ثبت ۵۴۲۴ به‌عنوان یکی از آثار ملی ایران به ثبت رسیده است.